# Грис (Кузель)
Грис (нем. Gries) — община в Германии, в земле Рейнланд-Пфальц.
Входит в состав района Кузель. Подчиняется управлению Шёненберг-Кюбельберг. Население составляет 982 человека (на 31 декабря 2010 года). Занимает площадь 4,04 км².